# Draba arbuscula
Draba arbuscula är en korsblommig växtart som beskrevs av Joseph Dalton Hooker. Draba arbuscula ingår i släktet drabor, och familjen korsblommiga växter. Inga underarter finns listade i Catalogue of Life.